# Venbergse Watermolen
De Venbergse watermolen ligt ten zuiden van Valkenswaard op de Dommel.
Deze watermolen werd voor het eerst vermeld in een document uit 1227 van Hertog Hendrik I van Brabant die een derde deel van de molen schonk aan het zusterklooster in Postel. De bezittingen van dit klooster gingen in 1275 over op de norbertijner Priorij van Postel. In 1331 werd deze molen, in een document van Jan I van Brabant, voor het eerst als banmolen van deze priorij aangemerkt. In 1336 kwam het maalwerk (thgemael)geheel in het bezit van deze priorij, terwijl in 1345 de mulder al zijn bezittingen aan de priorij verkocht. Over de eigendomsrechten in het verleden, die nogal ingewikkeld in elkaar staken, waren de meningen voor die tijd tamelijk verdeeld.
Uit 1370 stamt een document namens Johanna van Brabant, waarin de boeren van Someren en Lierop verplicht werden hun koren hier of op de Westerhovense Watermolen te laten malen. In 1426 is sprake van een schenking aan de priorij van enige goederen die tot de Venbergse Hoeve behoorden. Het betrof hier een omgrachte hoeve die bewoond werd door een beheerder, kelder genaamd, namens de priorij. Men sprak in dit verband van De Kellerhoef.
In 1598 werd Willem Hendricx als kelder genoemd. Deze heeft het door zijn voorganger sterk verwaarloosde goed hersteld en uitgebreid. Hij stierf in 1615, waarna het kelderschap nog tot 1648 bleef bestaan. Toen werden de goederen door de Staten van Holland genaast en verkocht, waarbij ze toekwamen aan het Huis van Oranje, dat een rentmeester aanstelde die de molen voor steeds drie jaar verpachtte. Het banrecht bleef gehandhaafd. De abdij van Postel protesteerde hier herhaaldelijk tegen.
Na afloop van de Spaanse Successieoorlog werden in 1716 alle Postelse abdijbezittingen in de Meierij van 's-Hertogenbosch, waaronder de Venbergse watermolen nogmaals geconfisqueerd door de Raad van State van Holland. Hiertegen werd opnieuw door de abt van Postel geprotesteerd, waarbij zelfs de hulp van keizer Karel VI werd ingeroepen, doch tevergeefs.
Van 1723 tot 1728 werd Jan Peter Smits molenaar. Hij was de stamvader van de families Smits van Oyen en Eckart.
In 1740 werd het tot Postel behorend landgoed publiekelijk verkocht. De Venbergse Hoeve was een van de best renderende boerderijen van de omgeving geworden. Ook de brouwers Jan en Adriaan Snieders, van waaruit de Dommelsche Bierbrouwerij is voortgekomen, zijn in de 18e eeuw eigenaar van de hoeve en molen geweest.
In de 19e eeuw werd de molen bemalen door de families Verheijen, Thijs, Loos en Van Poppel, en vanaf 1918 door de familie Rietra. In 1895 werd een nieuw molenhuis gebouwd.
Begin jaren 70 van de 20e eeuw dreigde de molen te verzakken. Aangezien er geen subsidie voor restauratie ter beschikking kwam, hebben vader en zoon Jac Rietra de molen gerestaureerd om de situatie zoals die bestond aan het eind van de 19e eeuw zo goed mogelijk te benaderen.
Dit gebeurde tussen 1973 en 1977. Het molenhuis was een café-restaurant maar sloot in 2022. De Venbergse Watermolen dient vaak als vertrekpunt voor een wandeling over het nabijgelegen natuurterrein de Malpie.

## Nabijgelegen watermolens
Stroomafwaarts vindt men op de Dommel de Dommelse Watermolen, en stroomopwaarts vond men de Watermolen van Schaft